# Acanthomysis macrops
Acanthomysis macrops är en kräftdjursart som beskrevs av Pillai 1973. Acanthomysis macrops ingår i släktet Acanthomysis och familjen Mysidae. Inga underarter finns listade i Catalogue of Life.